# Weißkehlkolibri
Der Weißkehlkolibri (Leucochloris albicollis), gelegentlich auch Weißhalskolibri genannt, ist ein Vogel aus der Familie der Kolibris (Trochilidae) und die einzige Art der somit monotypischen Gattung Leucochloris. Das Verbreitungsgebiet dieser monotypischen Art umfasst die Länder Argentinien, Paraguay, Uruguay, Bolivien und Brasilien. Der Bestand wird von der IUCN als nicht gefährdet (Least Concern) eingeschätzt.

## Merkmale
Der Weißkehlkolibri erreicht eine Körperlänge von etwa 11,5 cm, wobei die Flügel 6,3 cm, der Schwanz 36 mm und der Schnabel 22 mm  lang sind. Dabei wiegt er ca. 8 g. Die Oberseite, die Flügeldecken, die Brust und die Flanken glänzen grün. Das grüne Kinn ist mit weißen Federn gesäumt. Die Flügel sind schwärzlichpurpurn. Die Kehle, die Bauchmitte und ein kleiner Fleck hinter den Augen sind weiß. Die stahlblauen Schwanzfedern glänzen in der Mitte grünlich, während die seitlichen, verkürzten, schmalen Steuerfedern weiße Spitzen aufweisen. Der Oberschnabel ist schwarz, der Unterschnabel fleischfarben mit dunkler Spitze. Die Füße sind schwärzlichbraun. Es gibt keinen Geschlechtsdimorphismus.
Jungvögel haben auf der Oberseite rosarote Federsäume.

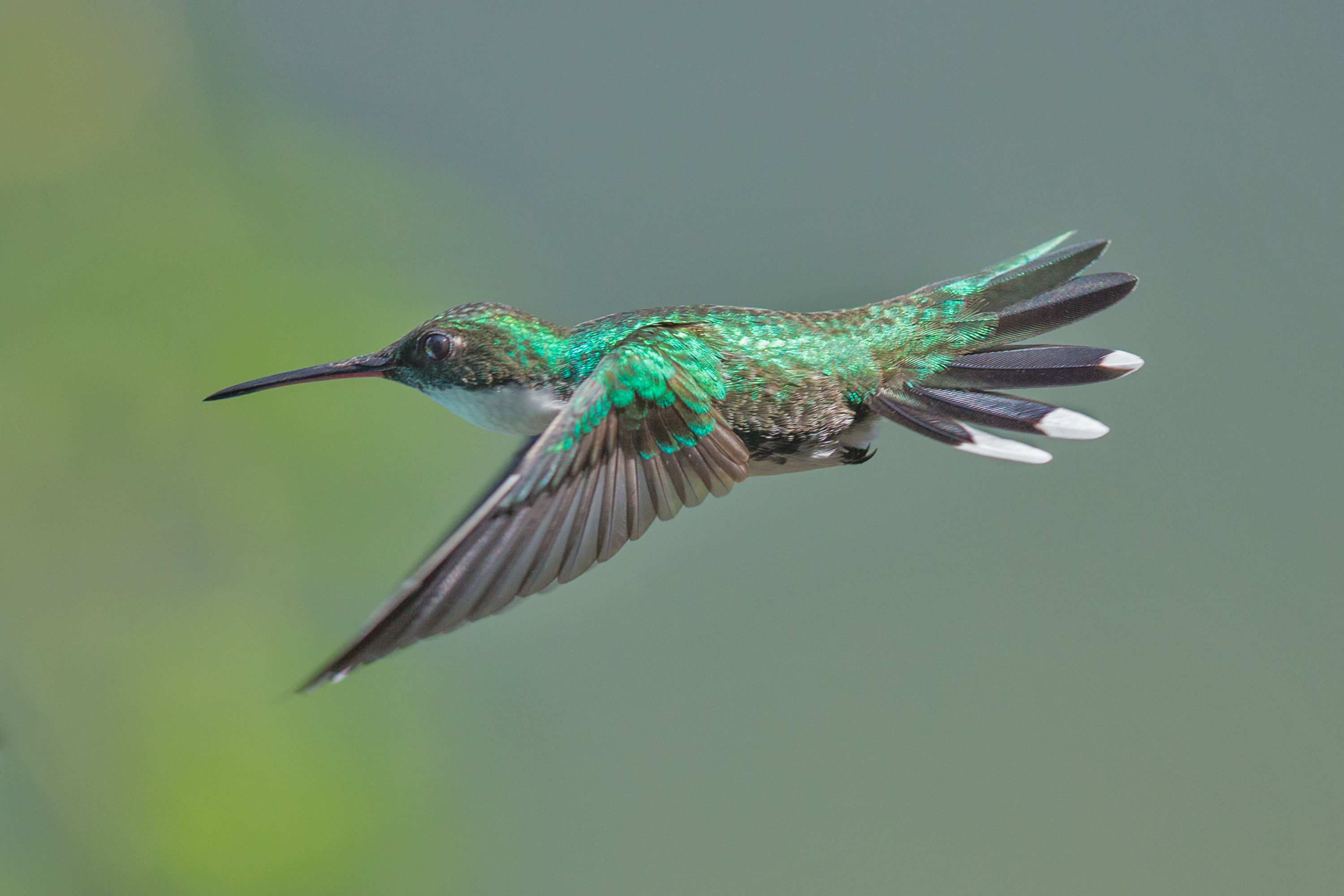

## Verbreitung und Lebensraum

Verbreitungsgebiet des Weißkehlkolibris

Das Verbreitungsgebiet erstreckt sich vom Osten Boliviens über den Osten Paraguays, den Norden Argentiniens und den Südosten Brasiliens. Vereinzelt findet man die Art auch in Uruguay. In Brasilien erstreckt sich ihr Verbreitungsgebiet vom Bundesstaat Minas Gerais bis Rio Grande do Sul. Hier halten sich die Vögel gern in den Baumkronen in der Nähe von Waldrändern, Gärten, Plantagen und Parks in Höhen unter 1300 Metern auf.

## Verhalten
Über das Verhalten dieses Kolibris ist noch nicht viel bekannt.

## Fortpflanzung
Die Nester sind ca. 50 mm hoch. Der Außenradius beträgt ca. 40 mm, der Innenradius ca. 32 mm bei einer Nesttiefe von ca. 18 mm. Die ca. 0,65 g schweren Eier sind ca. 16 × 9 mm groß. Die Brutdauer beträgt 14 Tage, wobei die Jungvögel nach dem Schlüpfen 25 Tage lang Nesthocker sind. Die Brutzeit ist der Zeitraum von November bis März.

## Lautäußerungen
Ihr Ruf besteht aus unregelmäßigen unauffälligen Tjek-tjek-tjek Lauten.

## Etymologie und Forschungsgeschichte
Louis Pierre Vieillot beschrieb den Kolibri unter dem Namen Trochilus albicollis. Die Bälge zur Erstbeschreibung stammten aus Brasilien und wurden Vieillot vom Muséum national d’histoire naturelle und aus der Privatsammlung von Guillaume Michel Jérôme Meiffren de Laugier, Baron von Chartrouse (1772–1843) zur Verfügung gestellt. Als Ludwig Reichenbach in einem Nachtrag zur Versammlung der deutschen Ornithologen ein Extraheft mit der Systematik der Kolibris publizierte, schlug er diese Art der neuen Gattung Leucochloris zu.
Das Wort „Leucochloris“ ist griechischen Ursprungs und setzt sich aus den Worten „leukós λευκός“ für „weiß“ und „chlōrós χλωρός“ für „grün“ zusammen. Das Artepitheton „albicollis“ ist eine lateinische Wortkombination aus „albus“ für „weiß“ und „collis“ für „Nacken“. Alfred Laubmann sah im Synonym Lampornis musarum Bertoni, AW, 1901 aus dem Departamento Alto Paraná den einzigen Nachweis für Paraguay. „Musarum“ leitet sich von lateinisch Musa ‚botanischer Name der Banane‘ ab, da einer seiner bevorzugten Pflanzen die Banana sei.